# Tratado de Aliança e Amizade

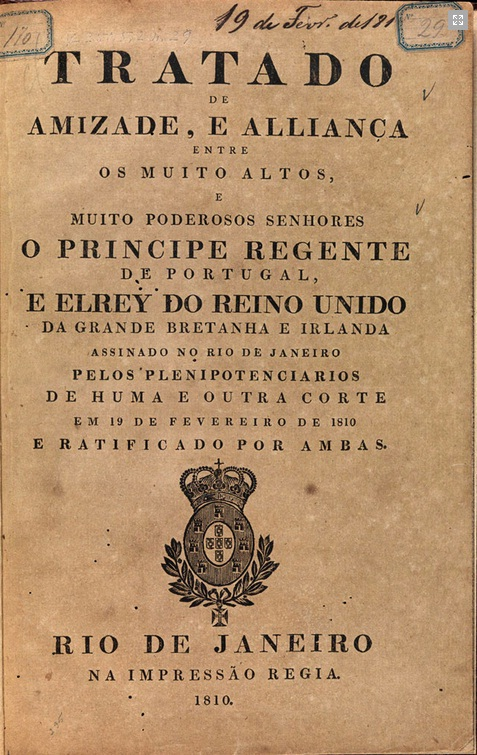
Impresso (Biblioteca Nacional do Brasil).

Tratado de Aliança e Amizade é um tratado assinado por Portugal e Inglaterra em 1810, a fim de assegurar apoio inglês à corte portuguesa no contexto da invasão francesa do reino português. No tratado, a nação ibérica se comprometia em extinguir o tráfico negreiro de maneira lenta e gradual, o que interessava a Inglaterra na medida que esta precisava de mercados consumidores para seus produtos industrializados. Em 1810, D.João VI assinou vários tratados com a Inglaterra, que ficaram conhecidos como Tratados de 1810 e incluem o de Aliança e Amizade e o de Comércio e Navegação.
No tratado, estabelecia-se que:
- Os dois reinos (Portugal e Inglaterra) seriam fiéis aliados nos planos políticos e militares;
- A Inglaterra renovaria seus direitos sobre a Ilha da Madeira;
- Os ingleses que viviam no Brasil teriam ampla liberdade religiosa;
- A Inglaterra teria o direito de cortar madeiras e construir navios, bem como o de manter uma esquadra de guerra no litoral brasileiro;
- Os ingleses pagariam tarifas alfandegárias preferenciais;
- A Inglaterra passou a distribuir, na Europa, os produtos tropicais;
- Cedendo à pressão dos ingleses, a Coroa Portuguesa comprometia-se a extinguir gradativamente o trabalho escravo (Art. 10.).
- Qualquer crime envolvendo ingleses seria julgado em tribunais ingleses.